# 湖棲食草美洲鱥
湖棲食草美洲鱥（学名：Algansea lacustris）为輻鰭魚綱鯉形目雅羅魚科食草美洲鱥屬的其中一種，被IUCN列為極危保育類動物，該物種主要分布于中美洲墨西哥萊爾馬河流域，為特有種，棲息在中底層水域。

其种加词“lacustris”意为“湖沼的”。